# مرد سال (فیلم ۲۰۰۶)
مرد سال (به انگلیسی: Man of the Year) فیلمی محصول سال ۲۰۰۶ به کارگردانی بری لوینسون است. در این فیلم بازیگرانی همچون رابین ویلیامز، کریستوفر واکن، لورا لینی، جف گلدبلوم، تینا فی، ایمی پولر و لویس بلک ایفای نقش کرده‌اند.

## خلاصه داستان
تام دابز مجری یک برنامه سیاسی نامزد مستقل ریاست جمهوری می‌شود. پس از اتفاقات عجیبی و مشکلاتی که در رای گیری به وجود می‌آید، او رای لازم برای برنده شدن را بدست می آورد و...